# Ликсурион (дим)
Ликсу́рион (греч. Δήμος Ληξουρίου) — община (дим) в Греции, на западе острова Кефалиния в Ионическом море. Входит в периферийную единицу Кефалиния в периферии Ионические острова. Население 7098 человек по переписи 2011 года.  Площадь 119,341 квадратного километра. Плотность 59,48 человека на квадратный километр. Административный центр — Ликсурион. Димархом на местных выборах 2019 года выбран Еорьос Кацивелис (Γεώργιος Κατσιβέλης).
Община Ликсурион создана в 1869 году (ΦΕΚ 55Α), вскоре после присоединения Ионических островов, ранее принадлежавших британской Ионической республике к Королевству Греция. В 1997 году (ΦΕΚ 244Α) создана община Палики (Δήμος Παλικής), в которую вошла упразднённая община Ликсурион. В 2010 году (ΦΕΚ 87Α) по программе «Калликратис» создана община Кефалонья (Δήμος Κεφαλονιάς) при слиянии упразднённых общин Аргостолион, Ливато, Палики, Пиларос, Сами, Эрисос, Элос-Прони, а также сообщества Омала. В 2019 году (ΦΕΚ 43Α) вновь создана община Ликсурион, в которую вошли населённые пункты упразднённой общины Палики.